# جی‌دی‌اس اویاشیو (اس‌اس-۵۱۱)
جی‌دی‌اس اویاشیو (اس‌اس-۵۱۱) (به انگلیسی: JDS Oyashio (SS-511)) یک کشتی بود که طول آن ۷۸٫۸ متر (۲۵۸ فوت ۶ اینچ) بود. این کشتی در سال ۱۹۵۹ ساخته شد.